# Новояблонка (село)
Новояблонка — село в Хвалынском районе Саратовской области, в составе сельского поселения Алексеевское муниципальное образование.
Население - 137 (2010)

## История
В Списке населённых мест Российской империи по сведениям за 1859 год упоминается как казённая деревня Новая Яблонка Хвалынского уезда Саратовской губернии, расположенная при ключе Яблонном по левую сторону Казанского почтового тракта из города Волгска в город Сызрань на расстоянии 17 вёрст от уездного города. В населённом пункте имелось 182 двора, проживали 702 мужчины и 746 женщин, работали 5 мельниц. 
Согласно переписи 1897 года в селе Новая Яблонка проживали 1935 жителей, из них православных - 1783.
Согласно Списку населённых мест Саратовской губернии 1914 года Новая Яблонка относилась к Селитьбинской волости. По сведениям за 1911 год в селе насчитывалось 337 дворов, проживали 1282 мужчины и 1161 женщина. В селе проживали преимущественно бывшие государственные крестьяне, мордва, составлявшие одно сельское общество. В селе имелись 1 православная и 1 единоверческая церкви, церковно-приходская и земская школы. 

## Физико-географическая характеристика
Село находится в пределах Приволжской возвышенности, являющейся частью Восточно-Европейской равнины, у истоков реки Новояблонка (левый приток Терсы). Новояблонка, беря начало на западных склонах Хвалынских гор, прорезая Приволжская возвышенность, образует глубокую долину. Село расположено на высоте около 145-180 метров над уровнем моря. В 2,7 км севернее села возвышается гора Мордовская Шишка высотой 267,5 метров над уровнем моря, в 3 км юго-восточнее села расположена гора Калка высотой 285,2 метров над уровнем моря. В окрестностях села сохранились широколиственные леса. Почвы - чернозёмы остаточно-карбонатные.
Село расположено примерно в 15,5 км по прямой в юго-западном направлении от районного центра города Хвалынска. По автомобильным дорогам расстояние до районного центра составляет 24 км, до областного центра города Саратов - 210 км.
Часовой пояс
Новояблонка, как и вся Саратовская область, находится в часовой зоне МСК+1. Смещение применяемого времени относительно UTC составляет +4:00.

## Население
Динамика численности населения по годам:
| Годы      | 1859 | 1897 | 1911 | 2002 |
| --------- | ---- | ---- | ---- | ---- |
| Население | 1448 | 1936 | 2443 | 203  |

| 2002 | 2010 |
| ---- | ---- |
| 203  | ↘137 |

Национальный состав
Согласно результатам переписи 2002 года русские составляли 56 % населения, мордва - 42 %.